# Peja (Cypr)
Peja (gr. Πέγεια) − miasto w Republice Cypryjskiej, w dystrykcie Pafos. W 2011 roku liczyło 3953 mieszkańców.
Leży w południowej części półwyspu Akamas.